# Jindřich František z Rottenhanu
Jindřich František hrabě z Rottenhanu (německy Heinrich Franz Graf von Rottenhan; 3. září 1738 Bamberg – 14. února 1809 Vídeň) byl rakouský státník ze starobylého šlechtického rodu. Patřil ke generaci osvícených aristokratů, podporoval rozvoj průmyslu na svých statcích v Čechách. Několik desetiletí zastával vysoké státní funkce a podílel se na justičních reformách. 

## Původ a kariéra

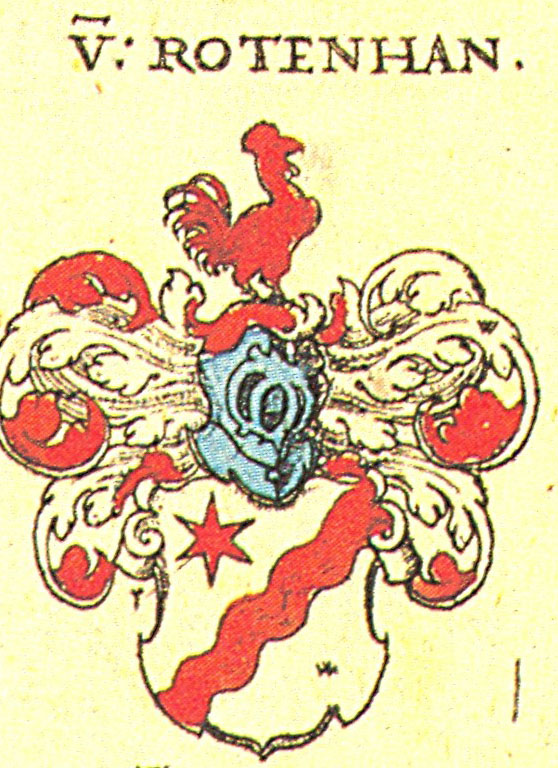
Erb Rottenhanů

Pocházel ze starobylé německé rodiny připomínané od 12. století. Narodil se v Bambergu jako syn barona Jana Alexandra Rottenhana (1710–1791), který zastával funkci nejvyššího hofmistra bamberského biskupa a v roce 1771 zakoupil rozsáhlé statky v severních Čechách. Vystudoval práva na univerzitě v Göttingenu a vstoupil do rakouských státních služeb, nejprve jako vládní rada českého zemského gubernia (1776). S titulem dvorního rady přešel v roce 1782 do Vídně jako místokancléř Spojené česko-rakouské dvorské kanceláře. V letech 1786–1791 byl prezidentem zemské vlády v Horním Rakousku se sídlem v Linci.
V letech 1791–1792 byl nejvyšším purkrabím Českého království. Jeho jmenování do této funkce bylo ústupkem Leopolda II. českým stavům, kteří požadovali na nejvyšší post české zemské správy osobnost spojenou s českými zeměmi. I když Rottenhan neuměl česky, podle dobových svědectví se velmi dobře vypořádal s projevy v češtině při ceremoniích v rámci korunovace Leopolda II. českým králem (1791). Při příležitost korunovace zorganizoval Rottenhan zemskou průmyslovou výstavu v pražském Klementinu, která se setkala se značným ohlasem. Jako nejvyšší purkrabí měl podíl také na založení Františkových Lázní.
Od roku 1792 působil znovu ve Vídni jako dvorský místokancléř v roce 1796 byl jmenován státním a konferenčním ministrem, v letech 1804–1809 byl prezidentem nejvyššího soudu. Krátce před smrtí byl jmenován do čela zákonodárné komise (1808). Na přelomu 18. a 19. století měl významný podíl na reformách zákonodárství habsburské monarchie, inicioval také změny ve školství.
Kromě vysokých státních funkcí zastával také čestné hodnosti c. k. komořího a tajného rady, za zásluhy obdržel uherský Řád sv. Štěpána. Zemřel ve Vídni 14. února 1809 ve věku sedmdesáti let.

## Rodinné a majetkové poměry

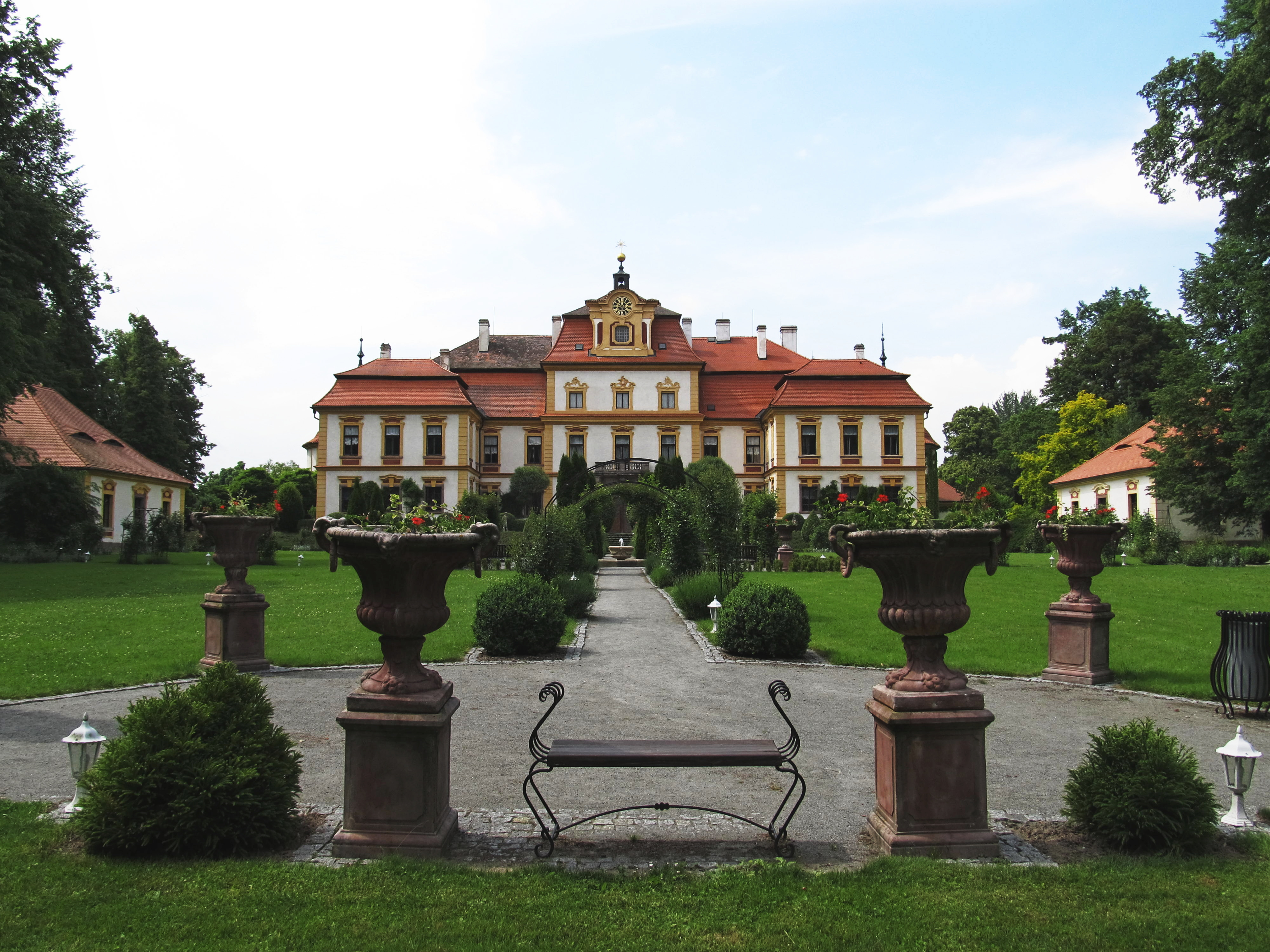
Zámek Jemiště

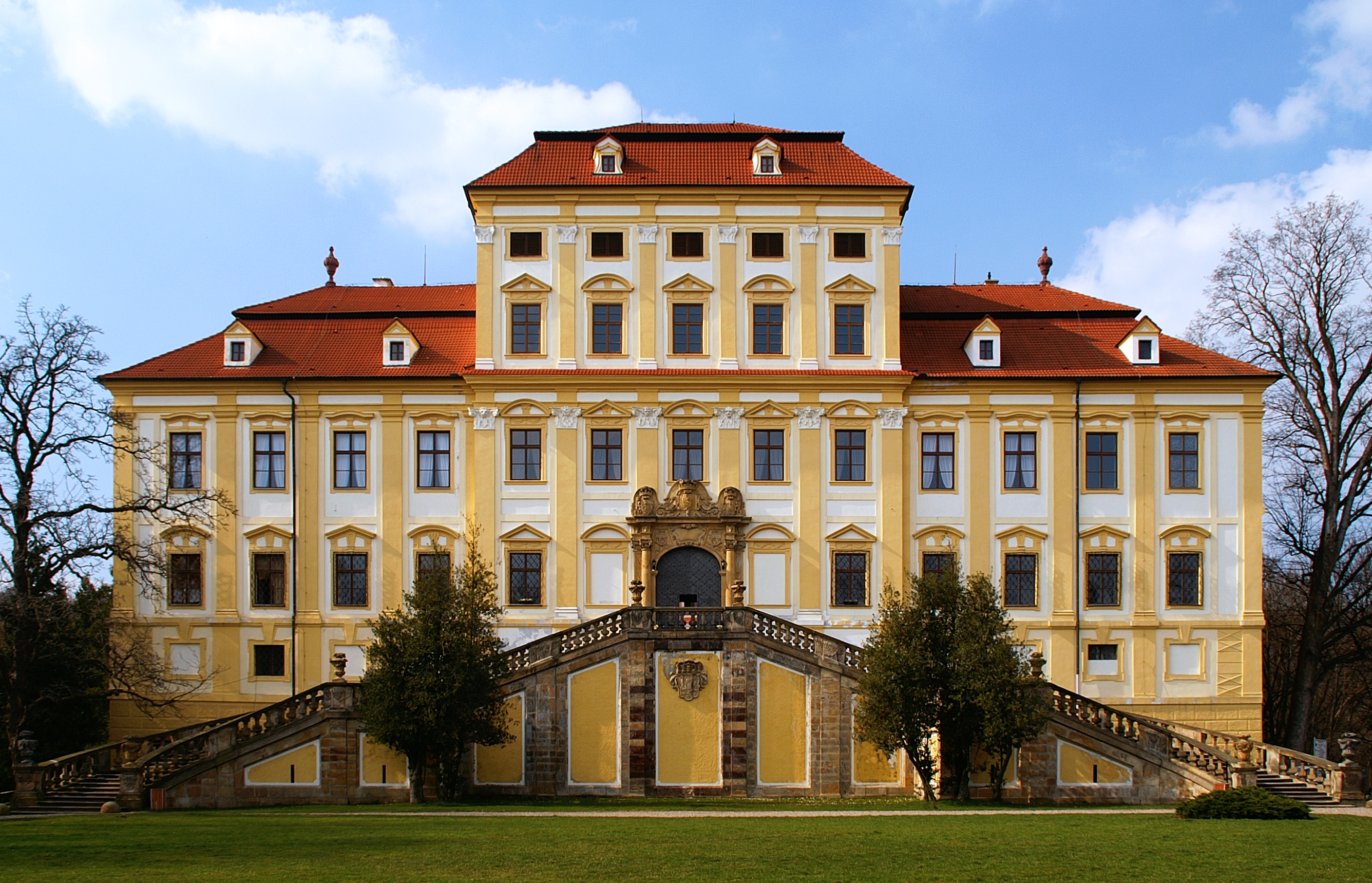
Zámek Červený Hrádek

Oženil se v září 1773 v Praze s hraběnkou Marií Gabrielou Černínovou z Chudenic, ovdovělou Trauttmansdorffovou (1747–1807), nejstarší dcerou Prokopa Vojtěcha Černína z Chudenic. Tímto sňatkem získal panství Jemniště, v roce 1777 převzal od otce i správu rozsáhlého majetku v severních Čechách (Červený Hrádek). Panství Jemniště se stalo významným centrem bavlnářského průmyslu, v sousedních Postupicích zřídil prosperující textilní továrnu, která měla odbyt v celé habsburské monarchii. Ještě více aktivit vyvinul na severočeském panství Červený Hrádek a jeho ambicí bylo vybudovat centrum průmyslu na hranicích se Saskem. Nejprve převzal stagnující železárnu v Kalku, kterou přebudoval na výnosný podnik, v okolí pak do konce 18. století vznikly dvě vysoké pece a několik továren. V letech 1778–1780 založil železárny Gabrielina Huť, několik provozoven vzniklo i v samotném Červeném Hrádku.
Vedle podpory průmyslového podnikání se Jindřich Rottenhan věnoval i úpravám svých sídel. Zámek Jemniště prošel stavebními úpravami v klasicistním stylu (1789), došlo také ke zrušení francouzské zahrady a zřízení anglického parku. Ve stejné době na přelomu 80. a 90. let 18. století proběhly úpravy na zámku Červený hrádek, kde byly obnoveny fasády a stejně jako na Jemništi došlo na zřízení anglického parku s řadou architektonických doplňků. V bezprostřední blízkosti zámku byly přestavěny budovy hospodářského dvora, jízdárny a stájí. Zámecký park byl obohacen desítkami dřevin a rostlin dovezených ze severní Ameriky.
Starší dcera Marie Isabela (1774–1817) se v roce 1799 provdala za hraběte Jana Nepomuka Chotka a spolu s ním převzala správu panství Jemniště. Mladší Gabriela (1784–1863) byla od roku 1806 manželkou Jiřího Buquoye a zdědila Červený Hrádek. Rozdělením dědictví mezi dcery došlo k omezení komunikace mezi bývalými Rottenhanovými podniky a postupně zanikla většina průmyslových provozů v Jemništi i Červeném Hrádku.